# Ahaetulla fasciolata
Ahaetulla fasciolata é uma espécie de serpente arborícola da família Colubridae, encontrada no Sudeste Asiático.

## Descrição
É uma serpente caracterizada por um corpo fino e alongado, com cauda extremamente longa e cabeça com formato triangular acentuado. Adultos podem medir até 0,8 m. A parte superior do corpo é geralmente cinza-acastanhado, mas pode variar bastante para amarelos, laranjas, verdes e marrons, podendo apresentar barras transversais mal definidas no pescoço e na parte anterior do corpo, ou podem ser de cor sólida. O ventre é esbranquiçado com uma linha preta próxima às extremidades das escamas ventrais. A cabeça costuma ser pontuada com manchas escuras. Uma fina linha escura através do olho separa a cabeça mais escura das bochechas mais claras. As partes labiais superiores e a parte inferior da cabeça são esbranquiçadas com manchas escuras.
O padrão de escamas observados em espécimes da Tailândia foram: ventrais 227-238, subcaudais (187-192) + 1 emparelhadas, escamas dorsais em 15 fileiras, 9 supra-labiais com a 4ª a 5ª tocando o olho, 1 pré-ocular, 2 pós-oculares. A escama anal é inteira nessa espécie.

## Taxonomia
Pertence ao gênero Ahaetulla, um dos cinco gêneros da subfamília Ahaetuliinae. As relações de A. fasciolata com outras espécies de Ahaetulla e com outros gêneros de Ahaetuliinae podem ser observadas no cladograma abaixo, com possíveis espécies parafiléticas.

## Distribuição
A serpente é encontrada nos países do Sudeste Asiático: Indonésia, Brunei, Malásia, Singapura e Tailândia.